# 圣母主教座堂 (悉尼)
悉尼圣母主教座堂（英語：St Mary's Cathedral，或譯聖瑪利亞座堂）是天主教悉尼总教区的主教座堂，1930年由教宗庇护十一世封为次级圣殿，主保圣人為聖母瑪利亞，被尊稱為「基督徒的庇護聖母」和澳大利亞的主保聖人，對聖母的特地事件敬禮，例如：聖母進教之佑瞻禮、聖母無染原罪。这也是澳大利亚最大的教堂，但不是最高的教堂。它位于悉尼市中心高楼林立的学院街，第一座圣母教堂奠基于1821年，1865年毁于大火。1869年临时的木制教堂也被大火烧毁。此后新建19世纪哥特复兴式教堂。直到2000年才建成的双塔成为该市的地标。2008年7月19日，教宗本笃十六世访问该堂。

## 圖片

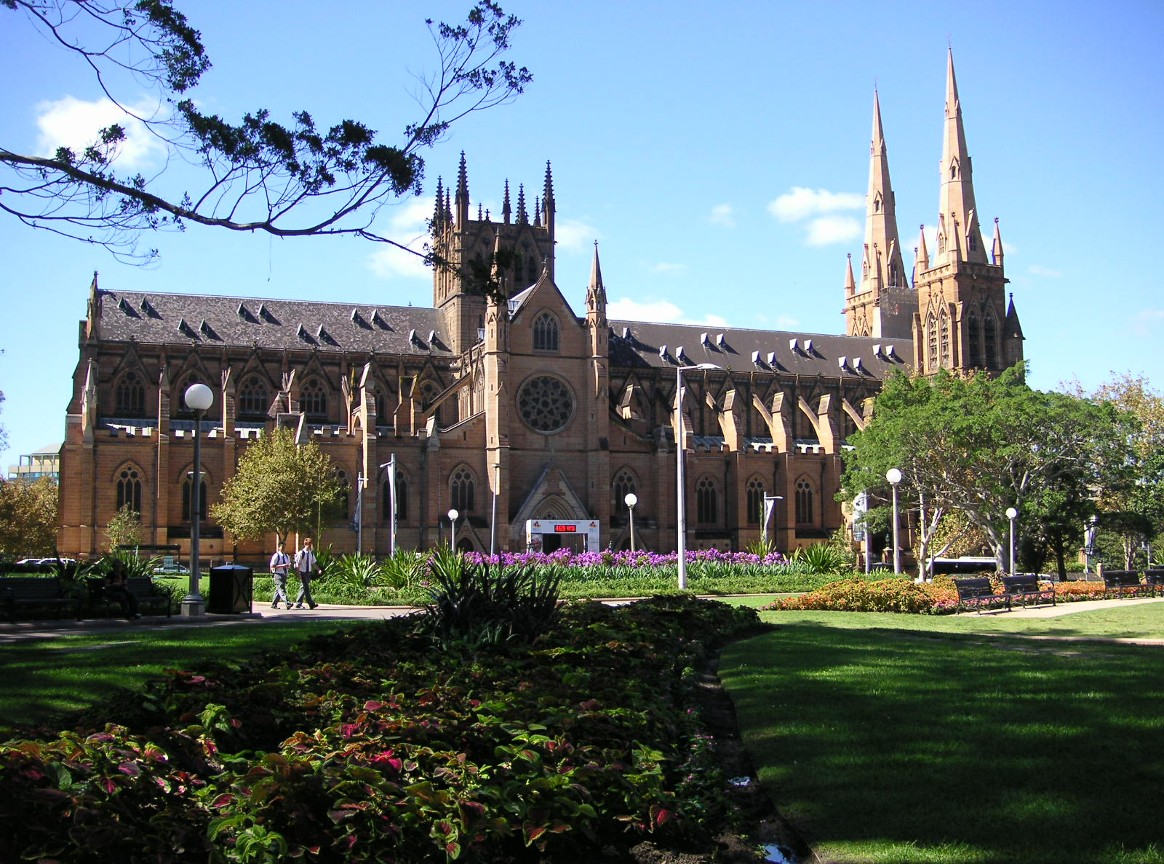
从悉尼海德公园看圣母主教座堂
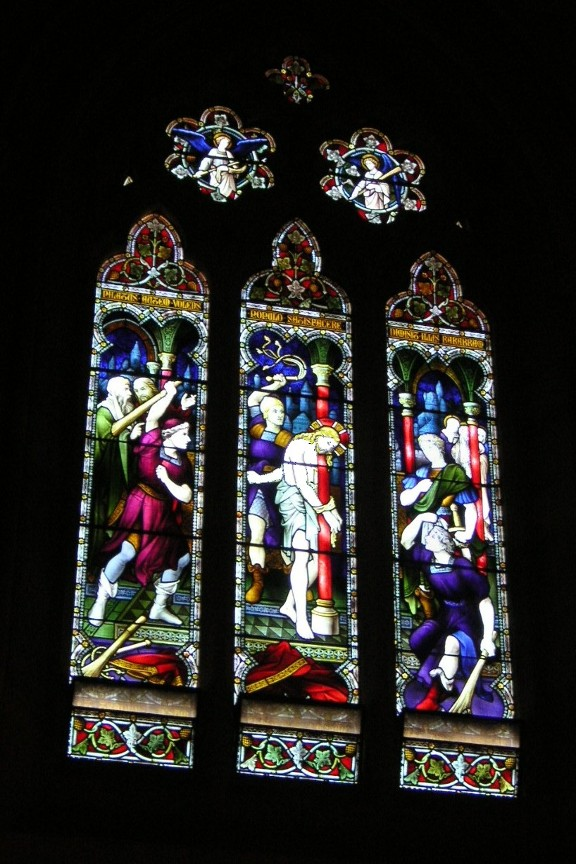
花窗玻璃
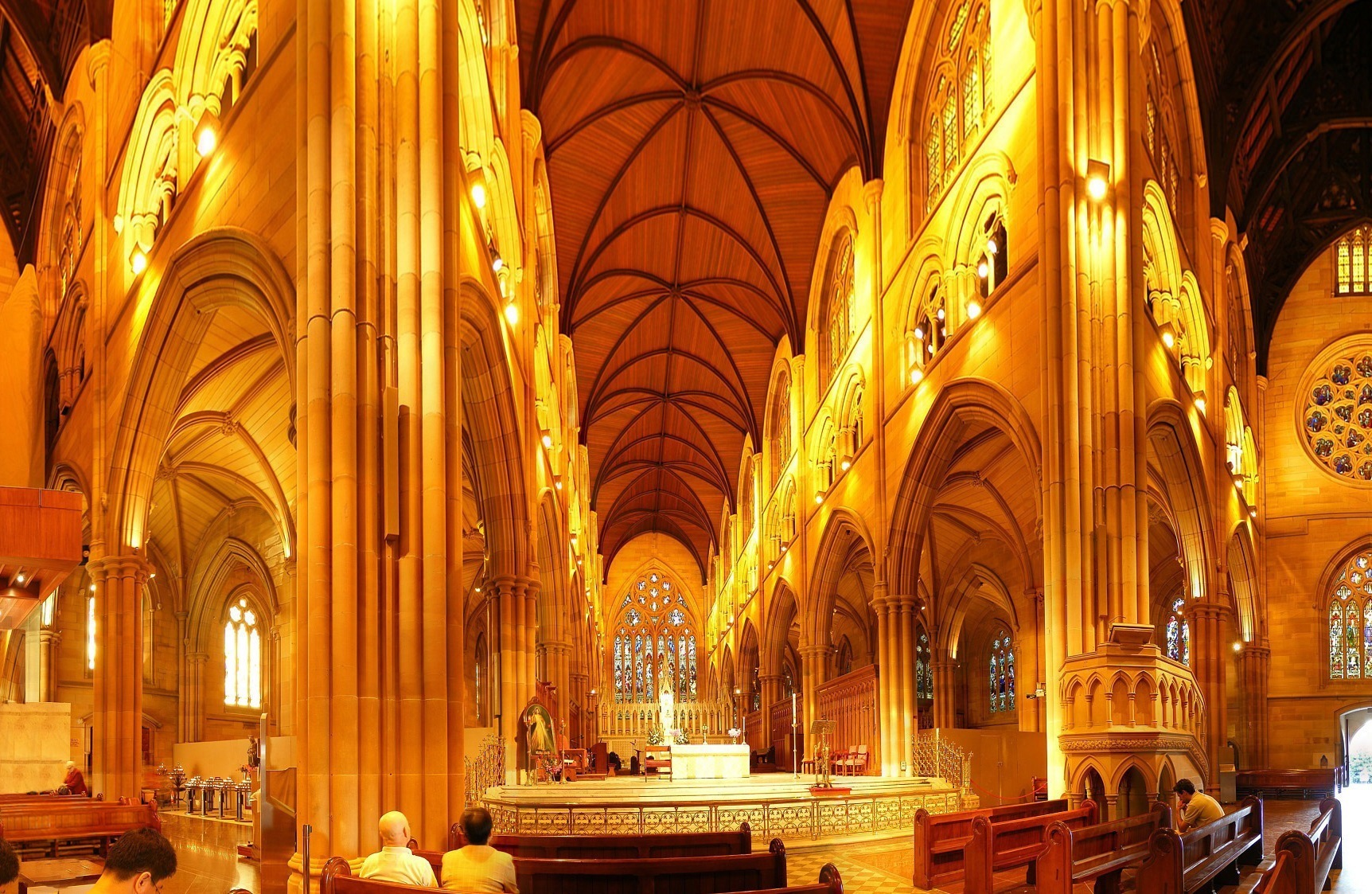
内部全景

### 引用
1. ↑  .   [2009-02-15]. （原始内容存档于2011-09-30）.
2. ↑  .   [2009-02-15]. （原始内容存档于2009-01-12）.